# Saxifraga stenophylla
Saxifraga stenophylla là một loài thực vật có hoa trong họ Saxifragaceae. Loài này được Royle miêu tả khoa học đầu tiên năm 1835.